# Rifargia mildora
Rifargia mildora är en fjärilsart som beskrevs av William Schaus 1929. Rifargia mildora ingår i släktet Rifargia och familjen tandspinnare. Inga underarter finns listade.